# Premier Division 1997-1998 (Irlanda)
La stagione 1997-1998 è stata la settantasettesima edizione della League of Ireland, massimo livello del calcio irlandese.

## Classifica finale
|  | Pos. | Squadra         | Pt | G  | V  | N  | P  | GF | GS | DR  |
|  | ---- | --------------- | -- | -- | -- | -- | -- | -- | -- | --- |
|  | 1.   | St Patrick's    | 68 | 33 | 19 | 11 | 3  | 46 | 24 | +22 |
|  | 2.   | Shelbourne      | 67 | 33 | 20 | 7  | 6  | 58 | 32 | +26 |
|  | 3.   | Cork City       | 53 | 33 | 14 | 11 | 8  | 50 | 40 | +10 |
|  | 4.   | Shamrock Rovers | 52 | 33 | 14 | 10 | 9  | 41 | 32 | +9  |
|  | 5.   | Bohemians       | 50 | 33 | 13 | 11 | 9  | 50 | 36 | +14 |
|  | 6.   | Dundalk         | 45 | 33 | 12 | 9  | 12 | 41 | 43 | -2  |
|  | 7.   | Sligo Rovers    | 44 | 33 | 10 | 14 | 9  | 46 | 49 | -3  |
|  | 8.   | Finn Harps      | 43 | 33 | 12 | 7  | 14 | 41 | 43 | -2  |
|  | 9.   | Derry City      | 40 | 33 | 10 | 10 | 13 | 30 | 31 | -1  |
|  | 10.  | UCD             | 39 | 33 | 9  | 12 | 12 | 36 | 38 | -2  |
|  | 11.  | Kilkenny City   | 19 | 33 | 4  | 7  | 22 | 27 | 63 | -36 |
|  | 12.  | Drogheda Utd    | 15 | 33 | 2  | 9  | 22 | 20 | 55 | -35 |

Legenda:

         Campione d'Irlanda 1997-1998 e qualificata in UEFA Champions League 1998-1999
         Vincitrice della FAI Cup e qualificata in Coppa delle Coppe 1998-1999
         Qualificate in Coppa UEFA 1998-1999
         Qualificate in Coppa Intertoto 1998
         Retrocesse in First Division 1998-1999
Note:
Tre punti a vittoria, uno a pareggio, zero a sconfitta.

## Risultati

### Spareggi promozione/salvezza
|          |     |          | Città e data |
| -------- | --- | -------- | ------------ |
| UCD      | 2-1 | Limerick | 1998         |
| Limerick | 1-3 | UCD      | 1998         |

## Statistiche

### Primati stagionali
| Record - Maggior numero di vittorie: Shelbourne (20) - Minor numero di sconfitte: St Patrick's (3) - Miglior attacco: Shelbourne (58) - Miglior difesa: St Patrick's (24) - Miglior differenza reti: Shelbourne (+26) - Maggior numero di pareggi: Sligo Rovers (14) - Minor numero di vittorie: Drogheda Utd (2) - Maggior numero di sconfitte: Drogheda Utd e Kilkenny City (22) - Peggiore attacco: Drogheda Utd (20) - Peggior difesa: Kilkenny City (63) - Peggior differenza reti: Kilkenny City (-36) |

### Classifica marcatori
| Gol |  |  | Giocatore         | Squadra         |
| --- |  |  | ----------------- | --------------- |
| 17  |  |  | Stephen Geoghegan | Shelbourne      |
| 14  |  |  | Tony Cousins      | Shamrock Rovers |
| 12  |  |  | Graham Lawlor     | Bohemians       |
| 12  |  |  | Ian Gilzean       | St Patrick's    |
| 12  |  |  | Jason Sherlock    | UCD             |
| 11  |  |  | Pat Scully        | Shelbourne      |